# Molacillos
Molacillos ist ein nordwestspanischer Ort und eine Gemeinde (municipio) mit 233 Einwohnern (Stand: 2024) im Osten der Provinz Zamora der Autonomen Gemeinschaft Kastilien-León. 

## Lage
Molacillos liegt in der kastilischen Hochebene in einer Höhe von etwa 640 m. Das Stadtzentrum der Provinzhauptstadt Zamora ist nur etwa zehn Kilometer (Fahrtstrecke) in südwestlicher Richtung entfernt. Das Klima im Winter ist durchaus kalt, im Sommer dagegen warm bis heiß; die eher spärlichen Regenfälle (469 mm/Jahr) fallen verteilt übers ganze Jahr.

## Bevölkerungsentwicklung
| Jahr      | 1970 | 1981 | 1991 | 2001 | 2011 | 2021 |
| Einwohner | 491  | 418  | 339  | 299  | 284  | 239  |

## Sehenswürdigkeiten
- Martinskirche (Iglesia de San Martín)

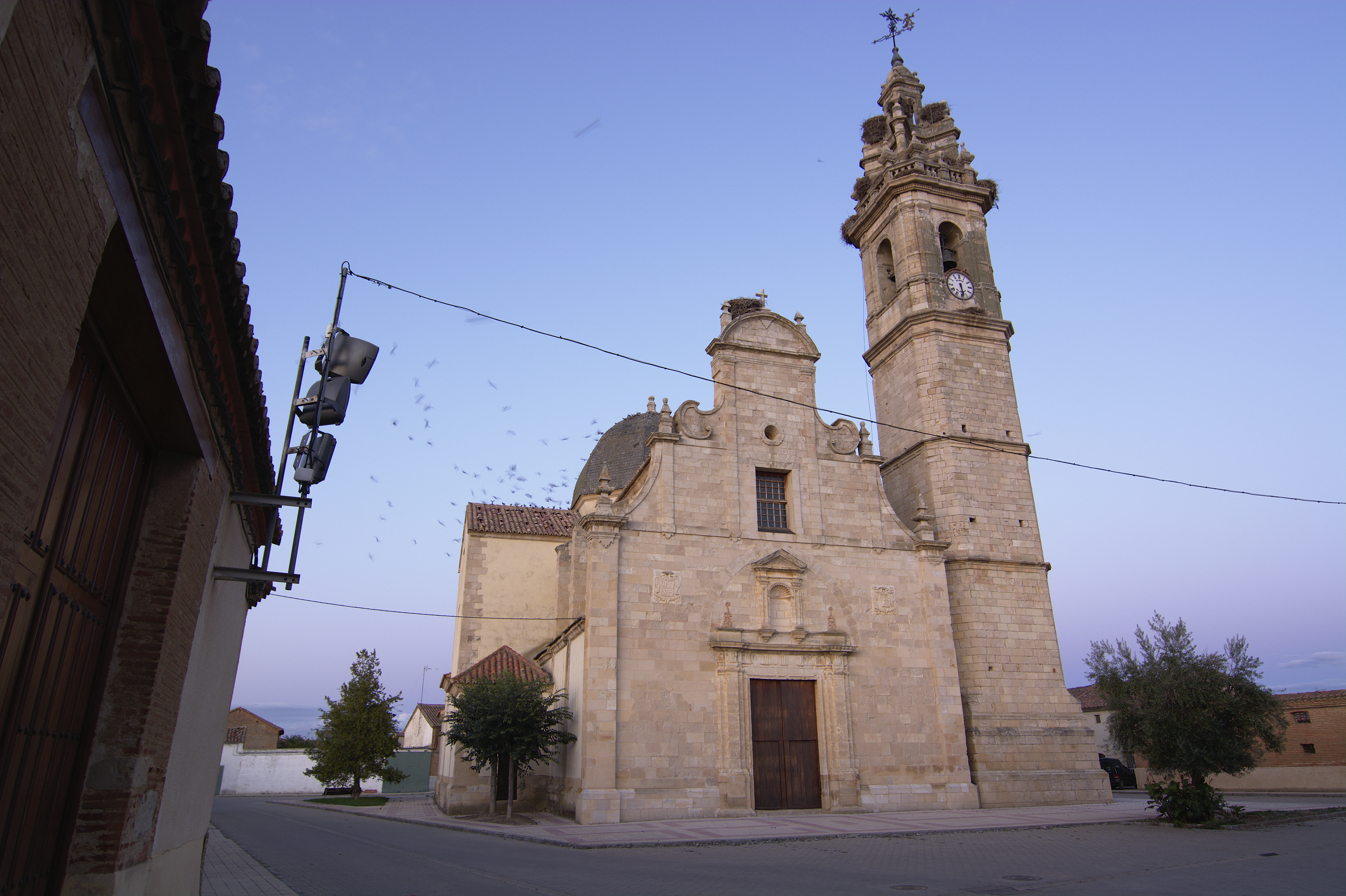
Martinskirche